# Xx me!
Xx me! (jap. わたしに××しなさい!, Watashi ni xx Shinasai!) ist eine Mangaserie von Ema Tōyama, die in Japan von 2009 bis 2015 erschien. Sie ist in die Genres Shōjo, Comedy, Drama und Romantik einzuordnen und wurde in mehrere Sprachen übersetzt.

## Handlung
Unter ihren Klassenkameraden an der Mittelschule ist die 16-jährige Yukina Himuro berüchtigt für ihren durchdringenden Blick, mit dem sie selbst Lehrer aus der Fassung bringen kann. Dabei ist sie vor allem eine gute Beobachterin, kann die Schwächen ihrer Mitmenschen leicht erkennen und nutzt sie auch skrupellos aus. Was außer ihrem Cousin Akira niemand weiß, ist, dass sie in ihrer Freizeit auch eine erfolgreiche Handyroman-Autorin ist. Selbst ihre Mitschüler lesen ihre Geschichten gern. Doch nun verlangen ihre Fans, dass die Geschichten romantischer werden soll. Doch Yukina hat keine Erfahrung in der Liebe und eigentlich auch keine Lust auf eine Beziehung. Doch dann fällt ihr ein Buch des beliebten und gutaussehenden Schülerratspräsidenten Shigure Kitami in die Hände, in dem der seine oft negativen Ansichten über seine Mitschüler festhält. So erpresst sie ihn, um auch ohne Beziehung Erfahrungen für ihren Roman zu sammeln und stellt ihm Missionen wie mit ihr Händchen zu halten oder auszugehen.
Yukinas Geschichten gewinnen auf diese Weise schnell noch größere Beliebtheit. Doch langsam fragt sie sich, ob sie nicht auch echte Gefühle für Shigure entwickelt hat. Schließlich überrascht sie ihr Cousin Akira, der für sie immer wie ein kleiner Bruder und guter Freund war, damit, dass er sich auch in sie verliebt hat.

## Veröffentlichung
Der Manga erschien vom 1. Mai 2009 (Ausgabe 6/2009) bis 3. Juni 2015 (Ausgabe 7/2015) im Magazin Nakayoshi bei Kodansha. Der Verlag brachte die Kapitel später gesammelt in 19 Bänden heraus. Von 2. März (Ausgabe 4/2018) bis 1. Juni 2018 (Ausgabe 7/2018) erschien im Vorfeld einer Realverfilmung eine kurze Fortsetzung unter dem Titel Watashi ni xx Shinasai! Couple-hen im gleichen Magazin. Sie kam später auch in einem Sammelband heraus.
Eine deutsche Übersetzung erschien von April 2011 bis Oktober 2016 bei Egmont Manga. Im Mai 2019 folgte die Fortsetzung als xx me! Couple Arc. Eine englische Fassung erschien bei Kodansha selbst, eine französische bei Pika Édition, eine italienische bei Edizioni Star Comics und eine chinesische bei Sharp Point Press.

## Verfilmung
Unter der Regie von Tōru Yamamoto entstand eine Realverfilmung, die am 23. Juni 2018 in die japanischen Kinos kam. Autor des 96 Minuten langen Films war Ayako Kitagawa. Die Hauptrollen übernahmen Tina Tamashiro (Yukina) und Yuta Koseki (Shigure). Die Sender TBS und MBS TV zeigten im März zuvor bereits eine vierteilige Kurzfilmserie, um für den Film zu werben.

## Rezeption
Die Bände der Serie verkauften sich etwa 14.000 bis 18.000 Mal in der jeweils ersten Woche nach Veröffentlichung. 2012 wurde der Manga mit dem Kōdansha-Manga-Preis als „Bester Kinder-Manga“ ausgezeichnet.